# Ла Паила, Маравиљас (Виља де Аријага)
Ла Паила, Маравиљас (шп. La Paila, Maravillas) насеље је у Мексику у савезној држави Сан Луис Потоси у општини Виља де Аријага. Насеље се налази на надморској висини од 2214 м.

## Становништво
Према подацима из 2010. године у насељу је живео 1 становник.

### Хронологија
| Година       | 2010 |
| ------------ | ---- |
| Становништво | 1    |

### Попис
| # | Индикатор                     | Вредност |
| - | ----------------------------- | -------- |
| 1 | Укупно домаћинстава           | 1        |
| 2 | Укупно насељених домаћинстава | 1        |
| 3 | Величина локације             | 1        |